# Schweyen
Schweyen é uma comuna francesa na região administrativa de Grande Leste, no departamento de Mosela. Estende-se por uma área de 11,35 km². Em 2010 a comuna tinha 309 habitantes (densidade: 27,2 hab./km²).